# Metecos
Metecos (em grego: Μέτοικος) eram os estrangeiros residentes nas Pólis (sing. polis) gregas de Atenas.
Existiam em várias cidades, exceto em Esparta, que não recebia estrangeiros. Atenas, por sua riqueza e preponderância cultural, atraiu muitos estrangeiros que exerciam ofícios como professor, artesão, artista, comerciante. De fato, grande parcela da economia ateniense era realizada pelos metecos.
Apesar de constituírem uma grande parcela da população, eles não tinham nenhum direito político e nem podiam se casar com os cidadãos da Grécia. Tinham também de pagar uma taxa (imposto de residência) para viverem em Atenas, como também tinham de pagar para poder trabalhar. Também cumpriam serviço militar tal como os cidadãos e eram considerados homens livres. Eles se dedicavam ao comércio e à atividade manufatureira.
Apesar de não possuírem os mesmos direitos que os atenienses, os metecos eram assimilados pela população, gozando vários direitos que não implicassem na participação na política.

## Etimologia
A palavra metoikos deriva junção da preposição meta ("no meio de", "com") com o nome oikos ("casa/família estendida/propriedade familiar"; o equivalente do inglês "household"), significando algo como "aquele que mora junto de". Alguns autores, como o historiador britânico David Whitehead, defende que a preposição meta indica também a ideia de movimento, trazendo ao termo metoikos a marca de uma migração.

## Os metecos e a sociedade ateniense bem formada
Os metecos atenienses são uma categoria social da época clássica (séculos V e IV a. C.), cujos primeiros registros aparecem na época de Péricles e últimos no início do período helenístico.
A questão da função e do papel social que os metecos exerciam na sociedade ateniense é muito discutido entre os historiadores, que assumem posições que vão desde "os metecos eram maltratados como os escravos" até "os metecos eram quase-cidadãos". De todo modo, existem alguns pontos em comum entre todas as análises:
- a população meteca cresceu com a formação do Império ateniense, que dinamizou a circulação de bens e pessoas no mar Egeu e Ásia Menor;

- os metecos não formavam uma classe social homogênea, incluindo desde ricos proprietários de fábrica até comerciantes de retalhos;

- os metecos não formavam um grupo étnico homogêneo, incluindo cidadãos gregos de outras poleis, cidadãos gregos sem pólis, não-gregos como egípcios, trácios, lídios etc;

- o facto de pertencer à categoria trazia uma série de impedimentos legais, como o de participar da Assembléia, de comandar navios (havia exceções), de adquirir a propriedade da terra, de dirigir cultos públicos, entre outros, além de os metecos serem obrigados a pagar um imposto anual, a metoikia, equivalente a um dia de trabalho.

- estes impedimentos poderiam ser amenizados ou até mesmo anulados por decisão da Assembléia democrática: a isotelia concedia igualdade tributária; a enktesis concedia o direito de possuir uma casa; e diversas outras formas de integração oficial;

- os metecos serviam o exército ateniense tanto como marinheiros e remadores quanto como hoplitas, combatendo ao lado dos cidadãos; em casos raros, também poderiam ser eleitos comandantes de navios;

- o estatuto de metecos também não impedia o indivíduo de participar de clubes aristocráticos ou associações religiosas ao lado de cidadãos;

- os metecos mais ricos contribuíam, junto com os cidadãos ricos, com os custos militares, como a equipagem de navios, e artísticos, como o financiamentos dos coros teatrais;

- o estatuto de meteco não significa discriminação econômica: os registros de custos de algumas obras públicas atenienses, conservados em pedra, revelam que metecos, escravos e cidadãos recebiam o mesmo valor pelo dia de trabalho.

- entre as atividades exercidas pelos metecos (mas que não eram exclusivas deles: cidadãos também a exerciam) estão o comércio de varejo e atacado, como a importação e comercialização do trigo, a manufatura, como a fabricação de armas (caso de Céfalos), e as atividades intelectuais, como a docência de retórica (Górgias), de filosofia (Protágoras, Aristóteles), e a escrita de discursos judiciários para cidadãos (logografia: Lísias).

## Os metecos e a política
Quanto à questão da participação política dos metecos na sociedade ateniense, as respostas variaram de acordo com a definição de política que os historiadores assumiram. Em geral, política foi e tem sido entendida como ação institucional, ou seja, a prática do debate e da decisão dentro das instituições reconhecidas como políticas, tais como a Assembléia (Ekklesia), o Conselho (Boule), os tribunais (dikasteria). 
Entretanto, esta visão da política tem sido criticada recentemente, e novas abordagens se tornam possíveis para o tratamento do tema da participação política dos metecos: se a política for entendida como prática da liberdade, e os espaços políticos forem entendidos como situações espaciais desta prática (como um debate na rua, ou dentro de casa durante um banquete, ou na praça; ou mesmo a guerra como ato político de manutenção da pólis), abrem-se brechas nos impedimentos políticos aos metecos - ao combater ao lado dos cidadãos, ao discutir política em espaços privados, ao escrever discursos para serem pronunciados em tribunal, os metecos fariam, também, política. Um dos eventos históricos nos quais esta participação é mais clara é a Restauração Democrática de 403 a.C., quando os metecos fizeram parte do exército que derrubou o regime  oligárquico dos Trinta Tiranos e restabeleceram, junto dos cidadãos, o regime democrático.